# Bleien-Observatorium
Das Bleien-Observatorium, auch RSG (Radiospektrometer Gränichen), dient zum Empfang kosmischer Radiowellen in Gränichen (Schweiz).

## Geographische Lage
Das Observatorium steht beim Weiler Bleien 5 km südlich vom Ortskern Gränichen im Kanton Aargau. Der Ort liegt in der Mitte zwischen Zürich und Bern, die je ungefähr 50 km entfernt sind. Die Lage im flachen Wynental ist relativ geschützt gegen irdische Störungen.

## Geschichte
Das Observatorium wurde 1979 von der ETH Zürich errichtet unter der Leitung von Professor Arnold Benz. Es besteht seit Beginn aus zwei Parabolantennen von 7 bzw. 5 Metern Durchmesser im Abstand von 100 m und einem Laborgebäude mit Spektrometer und weiterer Elektronik. Erstmals wurde ein vollständig digitaler, ferngesteuerter Empfänger eingesetzt. Die Spektrometer wurden seither in mehreren Generationen weiterentwickelt. Angefangen mit frequenzagilem Empfänger, sind heute digitale Filterbanken und FFT-Spektrometer im Einsatz. Ebenfalls erweitert wurde der Frequenzbereich von ursprünglich 100 bis 1000 MHz auf den heutigen Bereich der gesamten Meter- und Dezimeterwellen von 20 MHz bis 5 GHz. Dieser Frequenzbereich war ab 2005 weltweit die grösste Bandbreite von solaren Radiobeobachtungen. Das Observatorium wurde 2015 umgebaut zum Empfang von nicht-solarer Radiostrahlung extragalaktischen und kosmologischen Ursprungs.

## Wissenschaft
Das primäre Ziel war die Beobachtung von Radioemissionen von Sonnenflares. Der bedeutendste Beitrag war die systematische Katalogisierung der dezimetrischen Wellenlängen (UHF).  Sie diente der Erforschung der Beschleunigung von energiereichen Elektronen. Der breite Spektralbereich wurde auch für extrasolare Messungen genutzt, so zur Suche nach Radiowellen von Gammastahlen-Bursts und zur Beobachtung von FRTs (Fast Radio Burst).
Die gesamten Daten seit 1979 und die instrumentelle Beschreibungen werden an der Fachhochschule Nordwestschweiz FHNW gespeichert und sind öffentlich zugänglich. Das Bleien-Observatorium ist seit 2008 ein Teil des internationalen Netzes e-CALLISTO zur 24-stündigen Überwachung der Sonnenaktivität und des Weltraumwetters im Radiowellenbereich. Heute wird das Observatorium auch für kosmologische Messungen, zur Entwicklung von neuen Geräten und für Studentenpraktika gebraucht.